# نیل دراکمن
نیل دراکمن (عبری: ניל דרוקמן‎؛ زادهٔ ۵ نوامبر ۱۹۷۸) مدیر نوآوری، نویسنده و برنامه‌نویس اهل اسرائیل است.معروف‌ترین آثار وی آخرین بازمانده از ما، آنچارتد ۴: عاقبت یک دزد و آخرین بازمانده از ما قسمت ۲ هستند. وی فارغ التحصیل دانشگاه کارنگی ملون در رشته علوم کامپیوتر است

## آثار
| سال  | نام بازی                    | نقش                       |
| ---- | --------------------------- | ------------------------- |
| ۲۰۰۴ | جک ۳                        | برنامه نویس               |
| ۲۰۰۵ | جک ایکس: مسابقه مبارزه‌ای    | برنامه نویس               |
| ۲۰۰۷ | آنچارتد: اقبال دریک         | طراح                      |
| ۲۰۰۹ | آنچارتد ۲: درمیان دزدان     | دستیار نویسنده            |
| ۲۰۱۳ | آخرین بازمانده از ما        | نویسنده و کارگردان        |
| ۲۰۱۶ | آنچارتد ۴: عاقبت یک دزد     | کارگردان و دستیار نویسنده |
| ۲۰۱۷ | آنچارتد: میراث گمشده        | سرپرست تیم توسعه          |
| ۲۰۲۰ | آخرین بازمانده از ما قسمت ۲ | نویسنده و کارگردان        |